# Katakana
El katakana (片仮名 o カタカナ?) es uno de los dos silabarios empleados en la escritura japonesa, junto con el hiragana. Su invención se atribuye al monje Kūkai, o Kobo Daishi. También se suele usar el vocablo katakana para referirse a cualquiera de los caracteres de dicho silabario. Cuando se alude al conjunto de silabarios hiragana y katakana se le conoce como kana. De los dos silabarios es el más reciente.
Sus caracteres no tienen valor conceptual alguno, sino únicamente fonético. Gráficamente son de forma angulosa y geométrica.
El silabario katakana consta de 46 caracteres, que representan sílabas compuestas por una consonante y una vocal, o bien una sola vocal. De las consonantes, únicamente la 'n' puede ir sola.

## Usos
- Escritura de palabras tomadas de otros idiomas (principalmente del inglés, en tiempos recientes) así como en onomatopeyas.
- Resaltar una palabra concreta. En este sentido equivale a nuestras negritas o a la escritura cursiva.
- Nombres de animales en textos científicos. En otros textos esos mismos nombres se escriben en kanji o en hiragana.

Realmente los dos silabarios son equivalentes, aunque los usos de cada uno son distintos. En el alfabeto latino hay algo semejante en el uso de mayúsculas y minúsculas, en el sentido de que difieren las grafías y los usos.

## Lectura
Los caracteres del silabario kana, entre ellos los katakana, se leen mediante un sistema denominado kanamoji. Fonéticamente este sistema se divide así:
- Seion: es el sonido simple del carácter.
- Dakuon: pronunciación de un sonido más suave de la consonante del carácter (p. e. ga en vez de ka), mediante dakuten.
- Handakuon: articulación de un sonido medio entre seion y dakuon, mediante handakuten.
- Yoon: pronunciación de un sonido alterado usando ャ (ya), ュ (yu) o ョ (yo).
- Sokuon:  articulación doble o marcada de una consonante usando un "pequeño tsu" (ッ).
- Chouon: pronunciación alargada de las vocales usando ー.
- Tokushuon: articulación única de algunos katakana. Este sistema es similar a Yoon, pero se utilizan pequeñas vocales ァ (a), ィ (i), ゥ (u), ェ (e), ォ (o).

### Creación de nuevos sonidos mediantenigori
En japonés existe un acento diacrítico, intitulado nigori. Sirve para articular consonantes sonoras o impuras (casos de: G, Z, D y B) o una medio impura: la P.
En el primer caso, el de las consonantes sonoras (Dakuon), se emplea el dakuten (゛) (濁点), que se representa con dos trazos diagonales cortos en la parte superior derecha del carácter. También se le denomina ten ten.
Para generar el sonido P (handakuon) se emplea el handakuten (半濁点), de forma circular (゜). Se escribe también en la parte superior derecha del carácter. A este símbolo se le conoce también con el nombre de maru.
Información adicional acerca de la prosodia: en la z y en la j se asemejan a la z y a la j inglesas [z], [dʲʑ]. Ge y gi se pronuncian gue, gui [ge], [gi].

### Diptongos
Cuando una consonante se une con ya, yu, yo se pueden generar diptongos, que suenan /j̆a/, /j̆u/, /j̆o/, respectivamente, como en español novio (que resultaría nobyo) o en inglés huge [hyuge]. En este caso el segundo kana (ya, yu o yo) se escribe más pequeño que lo habitual.

## Escritura
| ア a  | イ i   | ウ u   | エ e  | オ o  | ャ ya    | ュ yu    | ョ yo    | ヮ wa    |
| カ ka | キ ki  | ク ku  | ケ ke | コ ko | キャ kya | キュ kyu | キョ kyo | クヮ kwa |
| サ sa | シ shi | ス su  | セ se | ソ so | シャ sha | シュ shu | ショ sho |          |
| タ ta | チ chi | ツ tsu | テ te | ト to | チャ cha | チュ chu | チョ cho |          |
| ナ na | ニ ni  | ヌ nu  | ネ ne | ノ no | ニャ nya | ニュ nyu | ニョ nyo |          |
| ハ ha | ヒ hi  | フ fu  | ヘ he | ホ ho | ヒャ hya | ヒュ hyu | ヒョ hyo |          |
| マ ma | ミ mi  | ム mu  | メ me | モ mo | ミャ mya | ミュ myu | ミョ myo |          |
| ヤ ya |        | ユ yu  |       | ヨ yo |          |          |          |          |
| ラ ra | リ ri  | ル ru  | レ re | ロ ro | リャ rya | リュ ryu | リョ ryo |          |
| ワ wa | ヰ wi  |        | ヱ we | ヲ wo |          |          |          |          |
|       |        |        |       | ン n  |          |          |          |          |
| ガ ga | ギ gi  | グ gu  | ゲ ge | ゴ go | ギャ gya | ギュ gyu | ギョ gyo | グヮ gwa |
| ザ za | ジ ji  | ズ zu  | ゼ ze | ゾ zo | ジャ ja  | ジュ ju  | ジョ jo  |          |
| ダ da | ヂ dji | ヅ dzu | デ de | ド do | ヂャ dja | ヂュ dju | ヂョ djo |          |
| バ ba | ビ bi  | ブ bu  | ベ be | ボ bo | ビャ bya | ビュ byu | ビョ byo |          |
| パ pa | ピ pi  | プ pu  | ペ pe | ポ po | ピャ pya | ピュ pyu | ピョ pyo |          |

En el japonés moderno han quedado obsoletos los caracteres mostrados aquí en rojo.
ヰ  (wi) y ヱ  (we) han caído en desuso. Ya no se utilizan. Además, su pronunciación auténtica es, respectivamente, 'ui' [uí] y 'e' [j̆e]/[ué]. Para representar wi y we (se pronuncian wi y we, pero se transcriben de manera normal, es decir, ui y ue) se utilizan ウィ y ウェ, respectivamente (ver más abajo).
Algunos caracteres katakana tienen ciertas semejanzas, como ocurre con so (ソ) y n (ン), shi (シ) y tsu (ツ), u (ウ) y wa (ワ), i (イ) y to (ト). Otros, como he (ヘ) , mo (モ) y ri (リ), se parecen a los equivalentes en hiragana ( へ, も y り, respectivamente).
Pronunciación: todas las letras se articulan más o menos como en español, excepto las siguientes:
- u [ü̜] (comprimida, no redondeada)
- sh [ɕ] (similar a la sh inglesa)
- h [h] (aspirada inglesa, pero más suave)
- f [ɸ] (entre f y h aspirada inglesa)
- y [j̆] (una i, en diptongo)
- r [ɺ̠] (parecido a la r suave española)
- n [´n] (más acentuada que en español, similar a decir un o hn)
- j [d͡ʑ]/[ʑ] (semejante a la j inglesa)

## Tokushon
La pronunciación Tokushon es la variante de Kanamoji usada especialmente en extranjerismos y nombres extranjeros. En algunas sílabas (ejemplo ヴ; vu y ヴァ; va) hay dos maneras de representarse.
| ア a         | イ i         | ウ u    | エ e         | オ o         | ャ ya     | ュ yu     | ョ yo     |
| イァ ya      | イィ yi      | イゥ yu | イェ ye      | イォ yo      |           |           |           |
| ウァ wa      | ウィ wi      | ウゥ wu | ウェ we      | ウォ wo      | ウャ wya  | ウュ wyu  | ウョ wyo  |
|              |              |         | ウィェ wye   |              |           |           |           |
| ヴァ va      | ヴィ vi      | ヴ vu   | ヴェ ve      | ヴォ vo      | ヴャ vya  | ヴュ vyu  | ヴョ vyo  |
|              |              |         | ヴィェ vye   |              |           |           |           |
| ヴヮ vwa     | ヴィ vwi     |         | ヴェ vwe     | ヴォ vwo     |           |           |           |
|              |              |         | キェ kye     |              |           |           |           |
|              |              |         | ギェ gye     |              |           |           |           |
| カ゚ nga       | キ゚ ngi       | ク゚ ngu  | ケ゚ nge       | コ゚ ngo       | キ゚ャ ngya | キ゚ュ ngyu | キ゚ョ ngyo |
|              |              |         | キ゚ェ ngye    |              |           |           |           |
| クヮ kwa     | クィ kwi     |         | クェ kwe     | クォ kwo     |           |           |           |
| グヮ gwa     | グィ gwi     |         | グェ gwe     | グォ gwo     |           |           |           |
| ク゚ヮ ngwa    | ク゚ィ ngwi    |         | ク゚ェ ngwe    | ク゚ォ ngwo    |           |           |           |
| キュヮ kywa  | キュィ kywi  |         | キュェ kywe  | キュォ kywo  |           |           |           |
| ギュヮ gywa  | ギュィ gywi  |         | ギュェ gywe  | ギュォ gywo  |           |           |           |
| キ゚ュヮ ngywa | キ゚ュィ ngywi |         | キ゚ュェ ngywe | キ゚ュォ ngywo |           |           |           |
|              |              |         | シェ she     |              |           |           |           |
|              |              |         | ジェ je      |              |           |           |           |
| スァ ca      | スィ ci      |         | スェ ce      | スォ co      | スャ cya  | スュ cyu  | スョ cyo  |
| ズァ qa      | ズィ qi      |         | ズェ qe      | ズォ qo      | ズャ qya  | ズュ qyu  | ズョ qyo  |
|              |              |         | スィェ cye   |              |           |           |           |
|              |              |         | ズィェ qye   |              |           |           |           |
|              | セィ si      | ソゥ su |              |              | セャ sya  | セュ syu  | セョ syo  |
|              | ゼィ zi      | ゾゥ zu |              |              | ゼャ zya  | ゼュ zyu  | ゼョ zyo  |
|              |              |         | セィェ sye   |              |           |           |           |
|              |              |         | ゼィェ zye   |              |           |           |           |
| スヮ cwa     | スィ cwi     |         | スェ cwe     | スォ cwo     |           |           |           |
| ズヮ qwa     | ズィ qwi     |         | ズェ qwe     | ズォ qwo     |           |           |           |
| ソゥヮ swa   | ソゥィ swi   |         | ソゥェ swe   | ソゥォ swo   |           |           |           |
| ゾゥヮ zwa   | ゾゥィ zwi   |         | ゾゥェ zwe   | ゾゥォ zwo   |           |           |           |
| シュヮ shwa  | シュィ shwi  |         | シュェ shwe  | シュォ shwo  |           |           |           |
| ジュヮ jwa   | ジュィ jwi   |         | ジュェ jwe   | ジュォ jwo   |           |           |           |
| スュヮ cywa  | スュィ cywi  |         | スュェ cywe  | スュォ cywo  |           |           |           |
| ズュヮ qywa  | ズュィ qywi  |         | ズュェ qywe  | ズュォ qywo  |           |           |           |
| セュヮ sywa  | セュィ sywi  |         | セュェ sywe  | セュォ sywo  |           |           |           |
| ゼュヮ zywa  | ゼュィ zywi  |         | ゼュェ zywe  | ゼュォ zywo  |           |           |           |
|              |              |         | チェ che     |              |           |           |           |
|              |              |         | ヂェ dje     |              |           |           |           |
| ツァ tsa     | ツィ tsi     |         | ツェ tse     | ツォ tso     | ツャ tsya | ツュ tsyu | ツョ tsyo |
| ヅァ dza     | ヅィ dzi     |         | ヅェ dze     | ヅォ dzo     | ヅャ dzya | ヅュ dzyu | ヅョ dzyo |
|              |              |         | ツィェ tsye  |              |           |           |           |
|              |              |         | ヅィェ dzye  |              |           |           |           |
|              | ティ ti      | トゥ tu |              |              | テャ tya  | テュ tyu  | テョ tyo  |
|              | ディ di      | ドゥ du |              |              | デャ dya  | デュ dyu  | デョ dyo  |
|              |              |         | ティェ tye   |              |           |           |           |
|              |              |         | ディェ dye   |              |           |           |           |
| ツヮ tswa    | ツィ tswi    |         | ツェ tswe    | ツォ tswo    |           |           |           |
| ヅヮ dzwa    | ヅィ dzwi    |         | ヅェ dzwe    | ヅォ dzwo    |           |           |           |
| トゥヮ twa   | トゥィ twi   |         | トゥェ twe   | トゥォ two   |           |           |           |
| ドゥヮ dwa   | ドゥィ dwi   |         | ドゥェ dwe   | ドゥォ dwo   |           |           |           |
| チュヮ chwa  | チュィ chwi  |         | チュェ chwe  | チュォ chwo  |           |           |           |
| ヂュヮ djwa  | ヂュィ djwi  |         | ヂュェ djwe  | ヂュォ djwo  |           |           |           |
| ツュヮ tsywa | ツュィ tsywi |         | ツュェ tsywe | ツュォ tsywo |           |           |           |
| ヅュヮ dzywa | ヅュィ dzywi |         | ヅュェ dzywe | ヅュォ dzywo |           |           |           |
| テュヮ tywa  | テュィ tywi  |         | テュェ tywe  | テュォ tywo  |           |           |           |
| デュヮ dywa  | デュィ dywi  |         | デュェ dywe  | デュォ dywo  |           |           |           |
|              |              |         | ニェ nye     |              |           |           |           |
| ヌヮ nwa     | ヌィ nwi     |         | ヌェ nwe     | ヌォ nwo     |           |           |           |
| ニュヮ nywa  | ニュィ nywi  |         | ニュェ nywe  | ニュォ nywo  |           |           |           |
|              |              |         | ヒェ hye     |              |           |           |           |
|              |              |         | ビェ bye     |              |           |           |           |
|              |              |         | ピェ pye     |              |           |           |           |
| ファ fa      | フィ fi      |         | フェ fe      | フォ fo      | フャ fya  | フュ fyu  | フョ fyo  |
|              |              |         | フィェ fye   |              |           |           |           |
|              |              | ホゥ hu |              |              |           |           |           |
| フヮ fwa     | フィ fwi     |         | フェ fwe     | フォ fwo     |           |           |           |
| ブヮ bwa     | ブィ bwi     |         | ブェ bwe     | ブォ bwo     |           |           |           |
| プヮ pwa     | プィ pwi     |         | プェ pwe     | プォ pwo     |           |           |           |
| ホゥヮ hwa   | ホゥィ hwi   |         | ホゥェ hwe   | ホゥォ hwo   |           |           |           |
| ヒュヮ hywa  | ヒュィ hywi  |         | ヒュェ hywe  | ヒュォ hywo  |           |           |           |
| ビュヮ bywa  | ビュィ bywi  |         | ビュェ bywe  | ビュォ bywo  |           |           |           |
| ピュヮ pywa  | ピュィ pywi  |         | ピュェ pywe  | ピュォ pywo  |           |           |           |
| フュヮ fywa  | フュィ fywi  |         | フュェ fywe  | フュォ fywo  |           |           |           |
|              |              |         | ミェ mye     |              |           |           |           |
| ムヮ mwa     | ムィ mwi     |         | ムェ mwe     | ムォ mwo     |           |           |           |
| ミュヮ mywa  | ミュィ mywi  |         | ミュェ mywe  | ミュォ mywo  |           |           |           |
| ユヮ ywa     | ユィ ywi     |         | ユェ ywe     | ユォ ywo     |           |           |           |
|              |              |         | リェ rye     |              |           |           |           |
| ルヮ rwa     | ルィ rwi     |         | ルェ rwe     | ルォ rwo     |           |           |           |
| リュヮ rywa  | リュィ rywi  |         | リュェ rywe  | リュォ rywo  |           |           |           |
| ラ゚ la        | リ゚ li        | ル゚ lu   | レ゚ le        | ロ゚ lo        | リ゚ャ lya  | リ゚ュ lyu  | リ゚ョ lyo  |
|              |              |         | リ゚ェ lye     |              |           |           |           |
| ル゚ヮ lwa     | ル゚ィ lwi     |         | ル゚ェ lwe     | ル゚ォ lwo     |           |           |           |
| リ゚ュヮ lywa  | リ゚ュィ lywi  |         | リ゚ュェ lywe  | リ゚ュォ lywo  |           |           |           |
| ヷ va        | ヸ vi        |         | ヹ ve        | ヺ vo        |           |           |           |

### Transcripción de rōmaji a katakana
Ante todo se debe recalcar que en katakana las palabras extranjeras se escriben tal como se pronuncian en el idioma original. Esto es a veces difícil, dado que el idioma japonés tiene un sistema silábico que es de tipo consonante + vocal (CV). Se recuerda que, de las consonantes, únicamente la n (ン) debe ir sola. Las consecuencias son que en grupos consonánticos como en extraño así como consonantes finales (matar) y ciertas sílabas (como cí en vacío) la fonética se puede sólo aproximar.
Para transcribir una consonante sola o seguida por otra consonante se elige el carácter que equivalga al valor de la consonante + u. Esto es así porque en japonés la u se pronuncia débilmente. Sin embargo, como tu y du no existen en japonés, la t y la d sueltas se transcriben como to y do, respectivamente. Ejemplos: キス (kisu, del inglés kiss: beso) y ヒント (hinto, del inglés hint: pista). Si esa consonante se pronuncia de modo brusco o acentuado, en katakana se convierte en consonante doble. Ejemplo: ベッド (beddo, del inglés bed: cama). Esto produce que, para palabras que tengan una sílaba con 'u' se doblen. Ejemplo: トゥール (tūru, de tour). Los sonidos que no existen en japonés se sustituyen por los que les sean afines.
Sustituciones
- La l por r. Ejemplo: ラウラ (Laura)
- La j española por h. Ejemplo: ホセ (José)
- El sonido θ (th en inglés thin, correspondiente a la z en España) se sustituye por s; ð (th en inglés then), por z.
- La v se suele reemplazar por b. Ejemplos: ボイス (boisu, del inglés voice: voz) y ベネズエラ (Benezuera, de Venezuela). Sin embargo, hay maneras de representar a la letra v, tomando el carácter de la letra u (ウ); a esto se le agrega el dakuten, y se finaliza como ヴ para la vocalización 'vu'. Ejemplo: ヴォーカル (vōkaru, del inglés vocal: vocal, voz musical).
- La th final del inglés es reemplazada por 'su' (ス). Ejemplo: マス (masu, del inglés math: matemática)
- La u inglesa es cambiada por 'a', en lugar de 'o'.[1] Ejemplo: ダスト  (dasuto, del inglés dust: polvo).

### Nuevos sonidos incorporados al japonés mediante extranjerismos
En general, son extranjerismos las palabras que empiezan por "P" y, en menor medida, las que contienen una "P" simple. Sin embargo, en japonés no es rara la doble "P". También son extranjerismos todas las palabras que contienen un sonido de incorporación reciente.
Sílabas de incorporación reciente al katakana
- tu (トゥ) y du (ドゥ). Se representan mediante los caracteres to o do más una u pequeña. Ejemplo: トゥール (tūru, de tour).
- tsa (ツァ), tsi (ツィ), tse (ツェ) y tso (ツォ). En el japonés tradicional la única sílaba en TS es tsu (ツ). Para la representación de estos nuevos sonidos no hay más que añadir un carácter pequeño a la vocal correspondiente. Ejemplo: イルパラッツォ (Iruparattso, o Ilpalazzo, un personaje del manga Excel Saga).
- fa (ファ), fi (フィ), fe (フェ) y fo (フォ). En el japonés tradicional hay solo una sílaba en F: fu (フ). Para simbolizar estos nuevos sonidos basta agregar un carácter pequeño a la vocal correspondiente. Ejemplo: オックスフォード (Okkusufōdo: Oxford).
- wi (ウィ) y we (ウェ). Las sílabas tradicionales wi y we ya no se emplean en japonés. En lugar de ellas se escribe una u más una i o una e, pequeñas. Ejemplo: ウィキペディア (Wikipedia).
- ti (ティ) y di (ディ). Se forman mediante los caracteres te o  de más una i pequeña. Ejemplo: ディレクター (direkutā, del inglés director).
- va (ヴァ), vi(ヴィ), vu (ヴ), ve (ヴェ) y vo (ヴォ). El carácter vu es simplemente una u con nigori. Para representar los demás sonidos es suficiente añadir un carácter pequeño a la vocal correspondiente. Ejemplos: デジャ·ヴ (déjà vu: ya visto, en francés), ラヴェンダー (ravendā, del inglés lavender: lavanda).

Para caracterizar el sonido "si" de algunas palabras extranjeras, como "merci" (メルスィ: gracias, en francés), incluso ha ocurrido el uso de "スィ" (su + i pequeña) y ズィ (Zu + i pequeña). Sin embargo, es más común la forma tradicional "メルシ" (merushi). (Google).

### Diptongos
- Los diptongos también pueden terminar en e. En la escritura, esto se representa mediante la habitual sílaba con i (ki, shi, etcétera) más una e pequeña. Ejemplos: チェ (che)、シェ (she)、ジェ (je), aunque normalmente se utilizan las sílabas comunes. Por ejemplo: チェコ (cheko, de Czecho no Republic: República Checa).
- Son posibles diptongos con ti y di: se escribe te o de más un pequeño carácter ya, yu, e o yo. Ejemplo: デユーティ・フリー (dūti furī: duty free).

## Consonantes dobles o geminadas
Las consonantes dobles se forman escribiendo un 'tsu' pequeño (ッ) delante de la consonante en cuestión. En un principio solo se duplicaban las consonantes k, s, t y p, tal como ocurre en el hiragana.
Pero en las lenguas europeas, particularmente en inglés, hay muchas palabras que finalizan en una consonante que se pronuncia bruscamente. La escritura japonesa está formada por sílabas de tipo "consonante-vocal". La adaptación de estos sonidos consonánticos finales provoca que puedan duplicarse algunas consonantes: b, d, f, g y h.
Ejemplos: ポケット  (poketto, del inglés pocket: bolsillo), カッパ (kappa, criatura mitológica japonesa), ベッド (beddo, del inglés bed: cama), バッグ (baggu, del inglés bag: bolsa), マック (makku, del inglés Mach).
La pronunciación es pet-to, kap-pa, bed-do, bag-gu, mak-ku; es decir, la consonante suena dos veces.
En cuanto a las consonantes nasales ('m', 'n'), se duplican escribiendo ン delante.
A diferencia del español, la 'n' ン se pronuncia delante de 'p' o 'b' de la misma manera. Ejemplo: ナンバー (nanbā, del inglés británico number, número).

## Vocales largas
En katakana, en la escritura horizontal las vocales largas se representan mediante un guion largo (ー); en la escritura vertical, con una barra vertical (｜).
Si la palabra es japonesa, también pueden simbolizarse las vocales largas de manera análoga a como se hace en hiragana.
Ejemplos: ミスター (misutā: míster).
ス
｜
パ
｜
マ
｜
ケ
ッ
ト
(Sūpāmāketto, del inglés supermarket: supermercado)
ショーイチ o bien ショウイチ (Shōichi, aunque normalmente se escribiría en kanji o en hiragana).